# Hermann Hildebrand (Historiker)
Hermann Christian Hildebrand (russisch Герман Кристиан Гильдебранд; * 26. Junijul. / 8. Juli 1843greg. in Goldingen; † 17. Januarjul. / 29. Januar 1890greg. in Riga) war ein deutsch-baltischer Historiker und Archivar.

## Leben

### Familie
Hermann war ein Sohn des Kreisschulinspektors aus Göttingen, Justus Hildebrand und der Luise, geb. Wesselmann. Er vermählte sich 1885 mit Rosa von Baehr (1855–1934). Der Psychiater Hermann Konstantin Hildebrand (1871–1928) ging als Sohn aus dieser Ehe hervor.

### Werdegang
Hildebrand erhielt Privatunterricht und besuchte die Kreisschule in Goldingen, sowie von 1858 bis 1861 das Gouvernementsgymnasium in Mitau. Von 1862 bis 1865 studierte er Geschichte in Göttingen. Er promovierte zum Dr. phil. bei Georg Waitz, setzte seine Studien aber noch 1865 in Berlin fort. Ab dem Jahr 1866 war er in Dorpat, wo er sein Oberlehrer-Examen machte und seit 1867 Magister war. Hildebrand erhielt einen Forschungsauftrag der Russische Akademie der Wissenschaften in St. Petersburg für Archivforschungen in Riga und Reval. 1868 war er Gehilfe des Direktors des Reichsarchivs, Fürst Michail Andrejewitsch Obolenski, dann ein Jahr Hauslehrer in Paris. Für drei Monate war er Redakteur der Revaler Zeitung und 1871 Konservator an der Bibliothek der Akademie der Wissenschaften. Hildebrand unternahm Archivreisen nach Schweden, Dänemark und Deutschland, St. Petersburg und Moskau. Seit 1882 war er Stadtarchivar in Riga, wo er von Georg Berkholz zum ersten baltischen Historiker angeworben wurde. Im Jahr 1873 war er zudem korrespondierendes Mitglied und 1888 Ehrenmitglied der Gesellschaft für Geschichte und Altertumskunde der Ostseeprovinzen Russlands, sowie ebenfalls seit 1888 Ehrenmitglied der Gelehrte Estnische Gesellschaft in Dorpat.

## Werke
- Die Chronik Heinrichs von Lettland : Ein Beitrag zu Livlands Historiographie und Geschichte (= Dissertation), Berlin 1865
- Die hansisch-livländische Gesandtschaft des Jahres 1494 nach Moskau und die Schliessung des deutschen Hofs zu Nowgorod, 1871
- Das Rigische Schuldbuch (1286–1352), St. Petersburg 1872
- Über die Stadtbücher. In: Heinrich Julius Böthführ: Die Rigische Rathslinie von 1226 bis 1876, 2. Aufl. Riga 1877, S. 18–33
- Das deutsche Kontor zu Polozk. In: Baltische Monatsschrift, Bd. 22 (1873)
- Liv-, esth- und curländisches Urkundenbuch nebst Regesten. Band 7–9, Reval, Riga, Moskau 1881–1890
- Die Arbeiten für das liv-, est- und kurländische Urkundenbuch im Jahre 1875/76, Riga 1877
- Livonica vornämlich aus dem 13. Jahrhundert im Vaticanischen Archiv, Riga 1887